# Chavara
Chavara es una ciudad censal situada en el distrito de Kollam en el estado de Kerala (India). Su población es de 42655 habitantes (2011). Se encuentra a 14 km de Kollam.

## Demografía
Según el censo de 2011 la población de Chavara era de 42655 habitantes, de los cuales 20396 eran hombres y 22359 eran mujeres. Chavara tiene una tasa media de alfabetización del 95,17%, superior a la media estatal del 94%: la alfabetización masculina es del 97,15%, y la alfabetización femenina del 93,37%.